# Schloss Aschbach

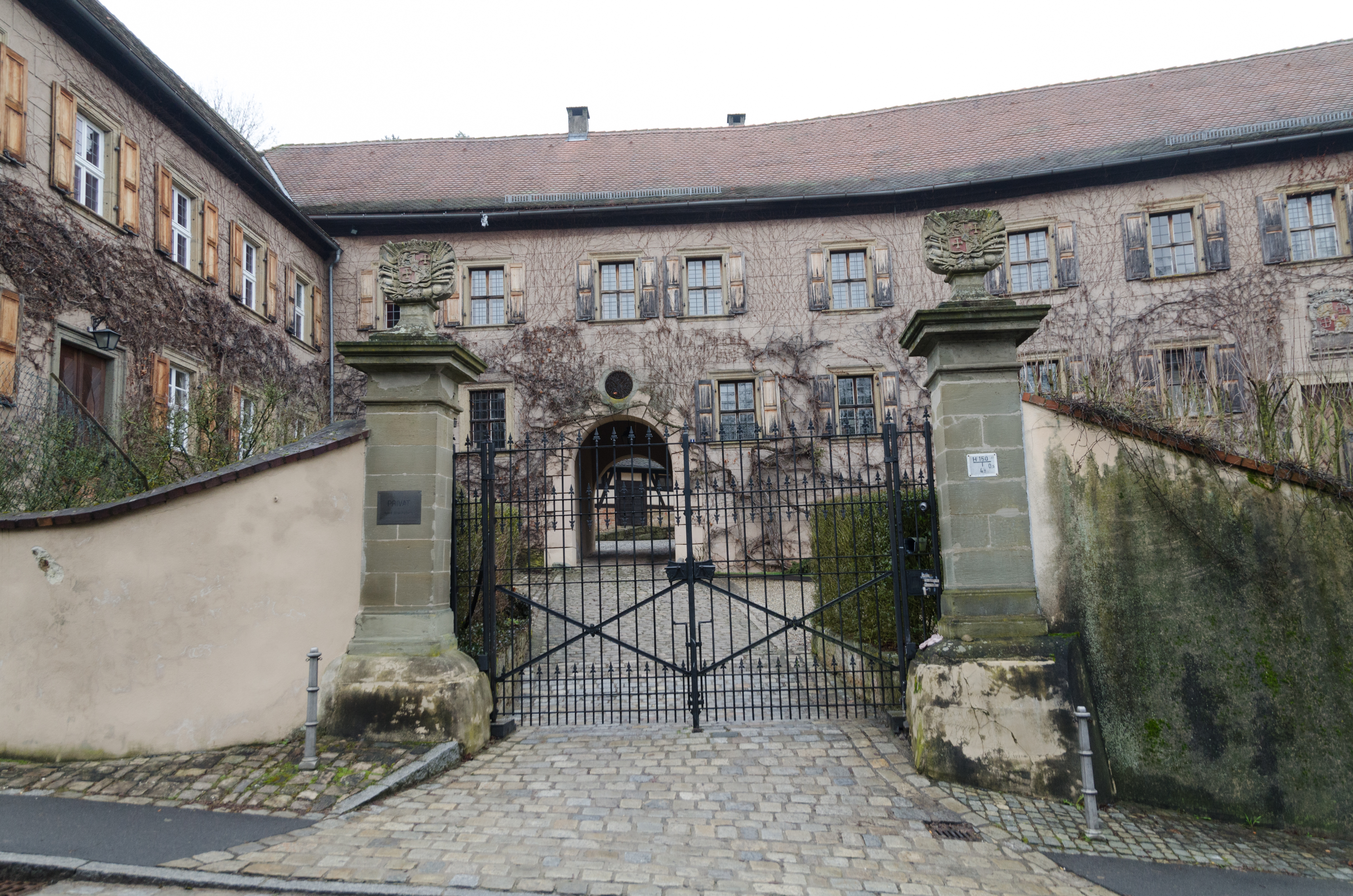
Schloss Aschbach

Schloss Aschbach, auch Freiherrlich von Pölnitzsches Schloss genannt, ist ein barockes Schloss der Familie Pölnitz in Aschbach, einem Gemeindeteil der oberfränkischen Stadt Schlüsselfeld. Die Anlage umfasst einen Gebäudekomplex mit Höfen, Wohngebäuden, Stallungen und Scheunen. Das Schloss, sein Park und einige Nebengebäude stehen unter Denkmalschutz.

## Lage
Schloss Aschbach liegt westlich des Schlüsselfelder Stadtteils Aschbach an einem Hang etwa 10 Meter oberhalb des Ortes an der Kreisstraße BA 20 nach Burgwindheim. Auch wenn es hangaufwärts einige Grünanlagen hinter dem Schloss gibt, liegt der eigentliche, etwa 5 ha große Schlosspark hangabwärts jenseits der Straße zum Ort hin. Schloss und Park sind in Privatbesitz und können nicht besichtigt werden.

## Geschichte

Historische Zeichnung aus dem 19. Jahrhundert

Am heutigen Standort stand schon vor dem Dreißigjährigen Krieg ein Schloss, das im Besitz eines Zweiges der Familie Pölnitz war. Es brannte während des Krieges völlig aus. General Hieronymus Christoph von Pölnitz, der 1670 von Kaiser Leopold I. in den Freiherrenstand erhoben worden war, erwarb das Gelände 1652 von einem anderen Familienzweig und ließ das Schloss zwischen 1677 und 1697 unter Einbeziehung stehen gebliebener Fundamente und Mauern in seiner heutigen Form wieder aufbauen. Unter Marquard Karl Christoph Freiherr von Pölnitz, Ritterhauptmann des Kantons Steigerwald, erfolgte im frühen 18. Jahrhundert die barocke Ausgestaltung des Inneren. Größere Renovierungsarbeiten fanden von 1896 bis 1904 statt, eine weitere Renovierung wurde 1976 durchgeführt.
Während des Zweiten Weltkriegs waren in Schloss Aschbach Gemälde und andere Kunstgegenstände verschiedener Museen eingelagert, beispielsweise aus Kassel und Bamberg, unter anderem auch Werke der Sammlung Hildebrand Gurlitt, die später als Schwabinger Kunstfund bekannt wurden. Nach dem Zweiten Weltkrieg diente das Schloss als DP-Lager zur vorübergehenden Unterbringung jüdischer Polen, die nach Israel auswandern wollten und zur Vorbereitung auf ihre zukünftigen Aufgaben im Kibbuz eine Ausbildung in Land- und Milchwirtschaft erhielten. 1948 wurde das Lager geschlossen und das Schloss der Familie Pölnitz zurückgegeben.
Seit den 1980er Jahren züchtete Nicolaus von Pölnitz auf dem Gelände des Schlosses Falken in großem Stil, die er zur Beizjagd trainierte und an Falkner verkaufte, besonders in arabische Staaten. So hielt er 2003 80 Altfalken, mit denen er 90 Jungfalken züchtete. Da er bei der Falkenzucht auch Gerfalken mit Sakerfalken kreuzte, kam es 2010 zu einem Gerichtsverfahren wegen der 2005 neu gefassten Bundesartenschutzverordnung, die zum Schutz heimischer Arten das Halten solcher Greifvogel-Hybriden verbietet. Die Frage, ob Sakerfalken überhaupt noch eine in Deutschland heimische Art sind, musste wegen des zwischenzeitlichen Todes der fraglichen Tiere jedoch nicht mehr geklärt werden, und das Verfahren wurde eingestellt.

## Schloss
Das Schloss (Lage) ist ein zweigeschossiger, zweiflügeliger Sandsteinquaderbau mit Walmdach. Zur Straße hin ist das Gelände mit einer aus dem 18. Jahrhundert stammenden Hofmauer (Lage) abgeschlossen. Ein Tor (Lage) mit zwei Steinpfeilern, auf denen das Wappen der Familie Pölnitz angebracht ist, und mit zwei schmiedeeisernen Torflügeln führt in einen vorderen Hof (Lage), in dem es einen Brunnen (Lage) gibt. Freitreppen führen zu den Eingängen im Nord- und Ostflügel. Über dem Eingang des Ostflügels ist ebenfalls ein Familienwappen angebracht. Der Ostflügel hat eine Durchfahrt in einen hinteren Hof (Lage), einen runden Treppenturm und einen Innenhof (Lage) mit Laubengang.
Weitere Bauten auf dem Schlossgelände stammen aus dem 18. bzw. 19. Jahrhundert: ein Stallgebäude (Lage), ein Ökonomiegebäude (Lage), ein Stadel mit Satteldach (Lage) an der rückwärtigen Mauer (Lage) und ein großer Stadel mit Walmdach (Lage) als südlicher Abschluss der Anlage.

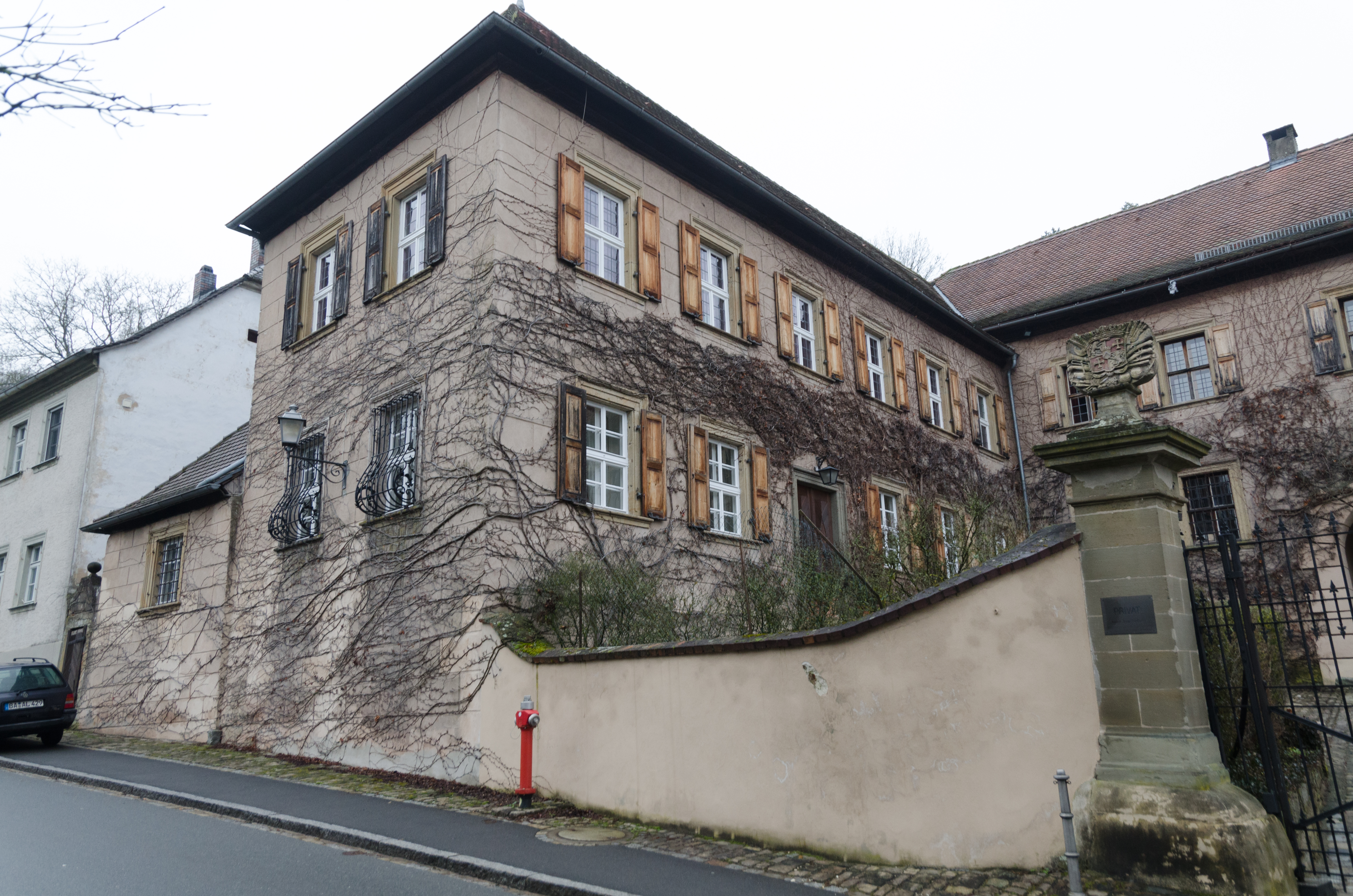
Nordflügel
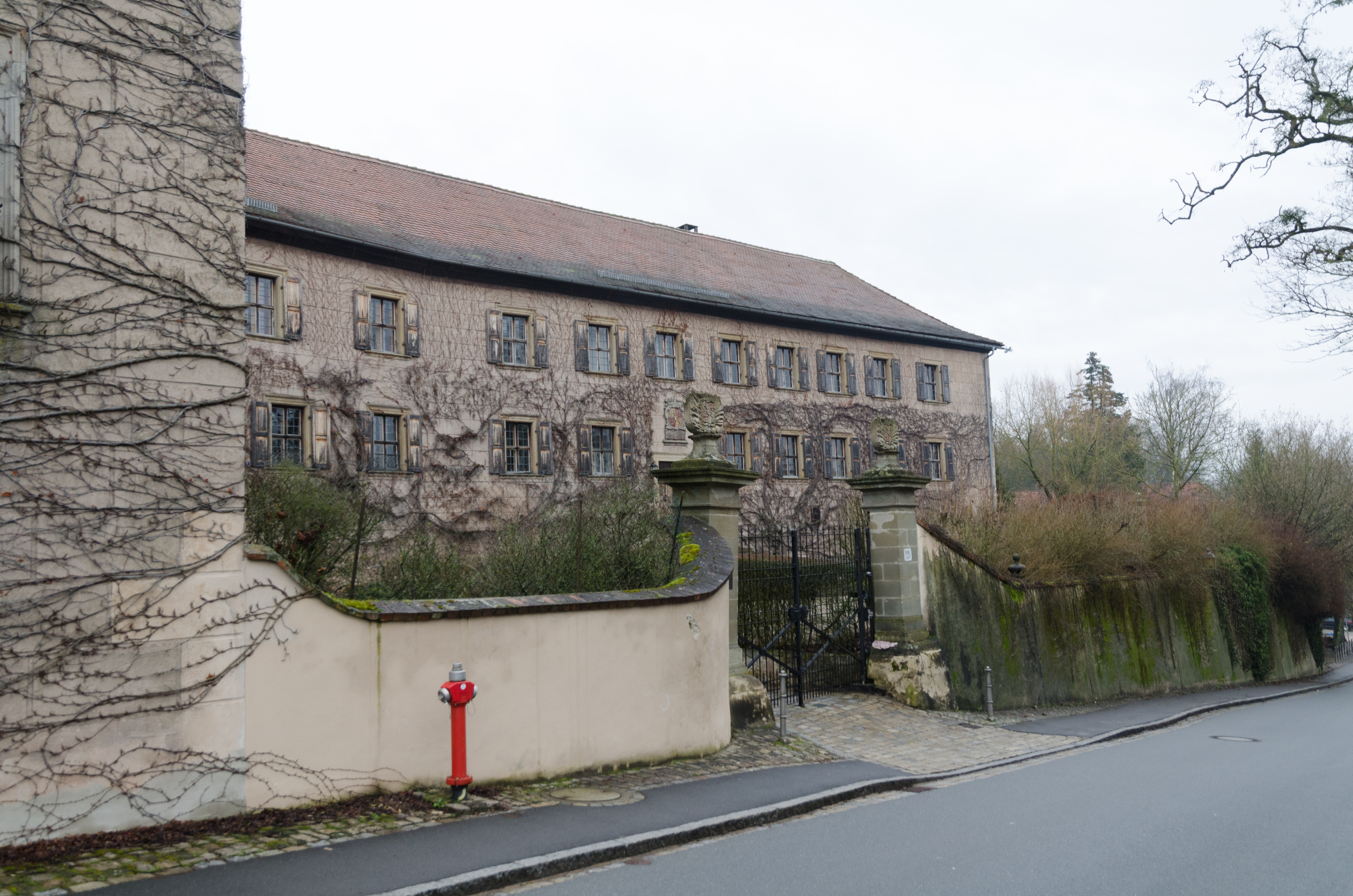
Ostflügel
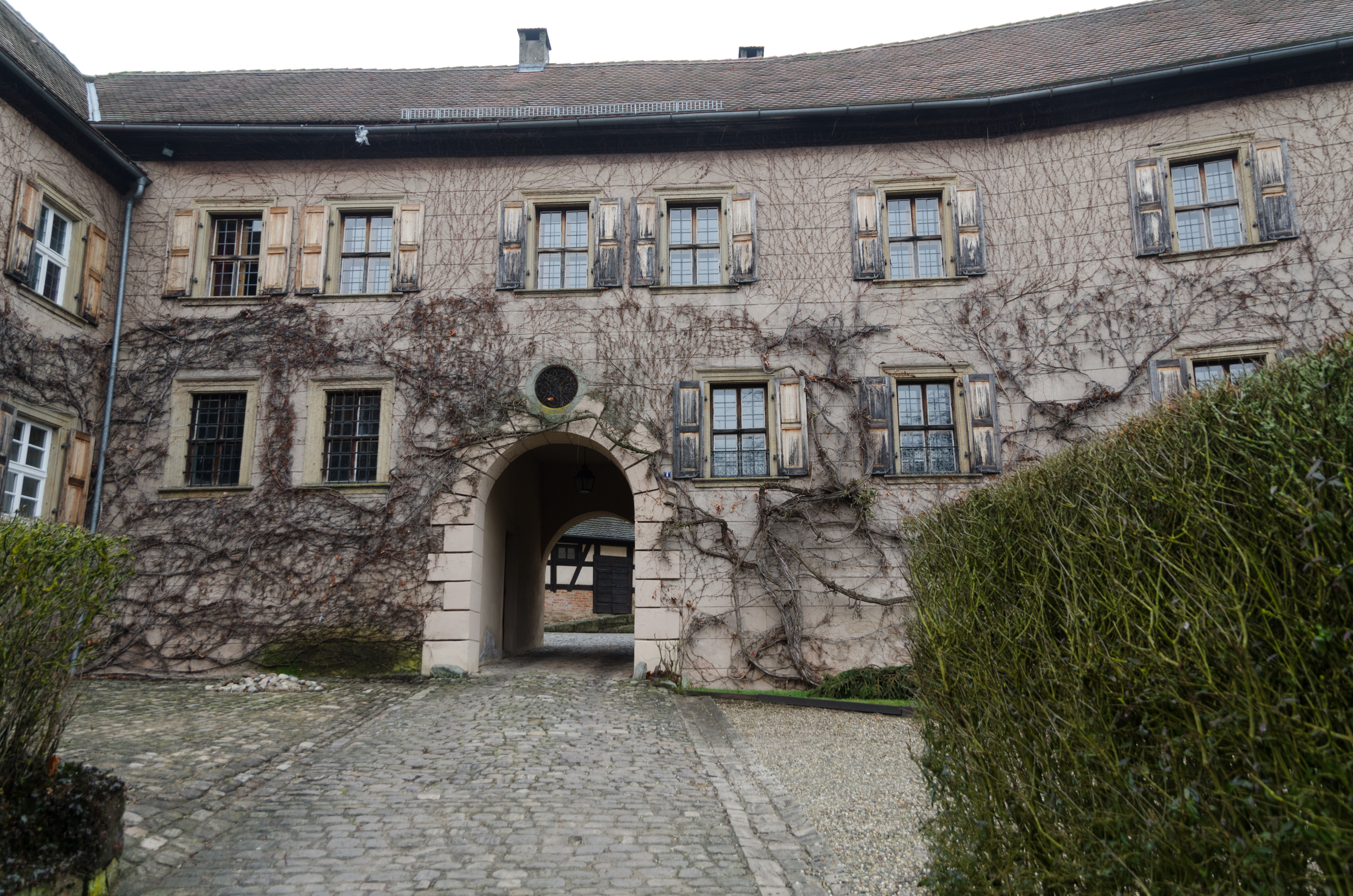
Tordurchfahrt
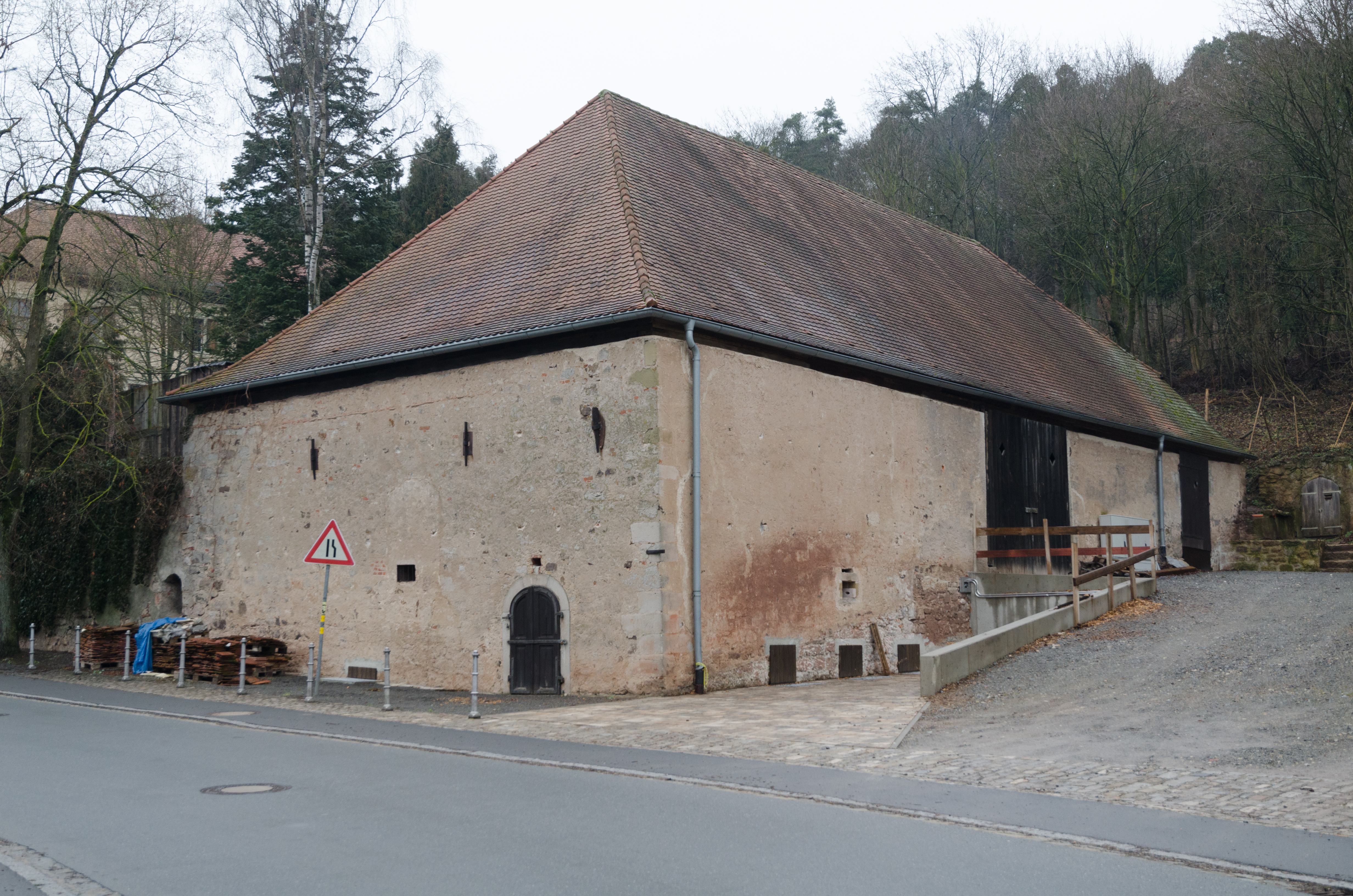
Stadel mit Walmdach

## Schlosspark
Der Schlosspark jenseits der Straße hat mehrere unterschiedlich gestaltete Teile. Von der Straße aus führt ein aus dem 18. Jahrhundert stammendes Tor (Lage) mit zwei Steinpfeilern, die Fruchtkörbe tragen, und mit zwei schmiedeeisernen Torflügeln in eine barocke Gartenanlage (Lage) mit Terrassen, Vasen, Büsten auf Sockeln, Treppen und Mauern. In dem Barockgarten steht ein Gartenpavillon (Lage) mit Mansardwalmdach und einem Grottenbrunnen aus der Mitte des 18. Jahrhunderts. An der Straße stehen ein Gärtnerhaus (Lage) mit Satteldach und ein zugehöriger Stadel mit Halbwalmdach (Lage) von etwa 1860.
Südlich des Barockgartens liegt der sogenannte Dorfsee (Lage), ein Weiher mit einer künstlichen Rundinsel. Nordwestlich des Barockgartens erstreckt sich eine im 19. Jahrhundert angelegte Parkanlage (Lage).

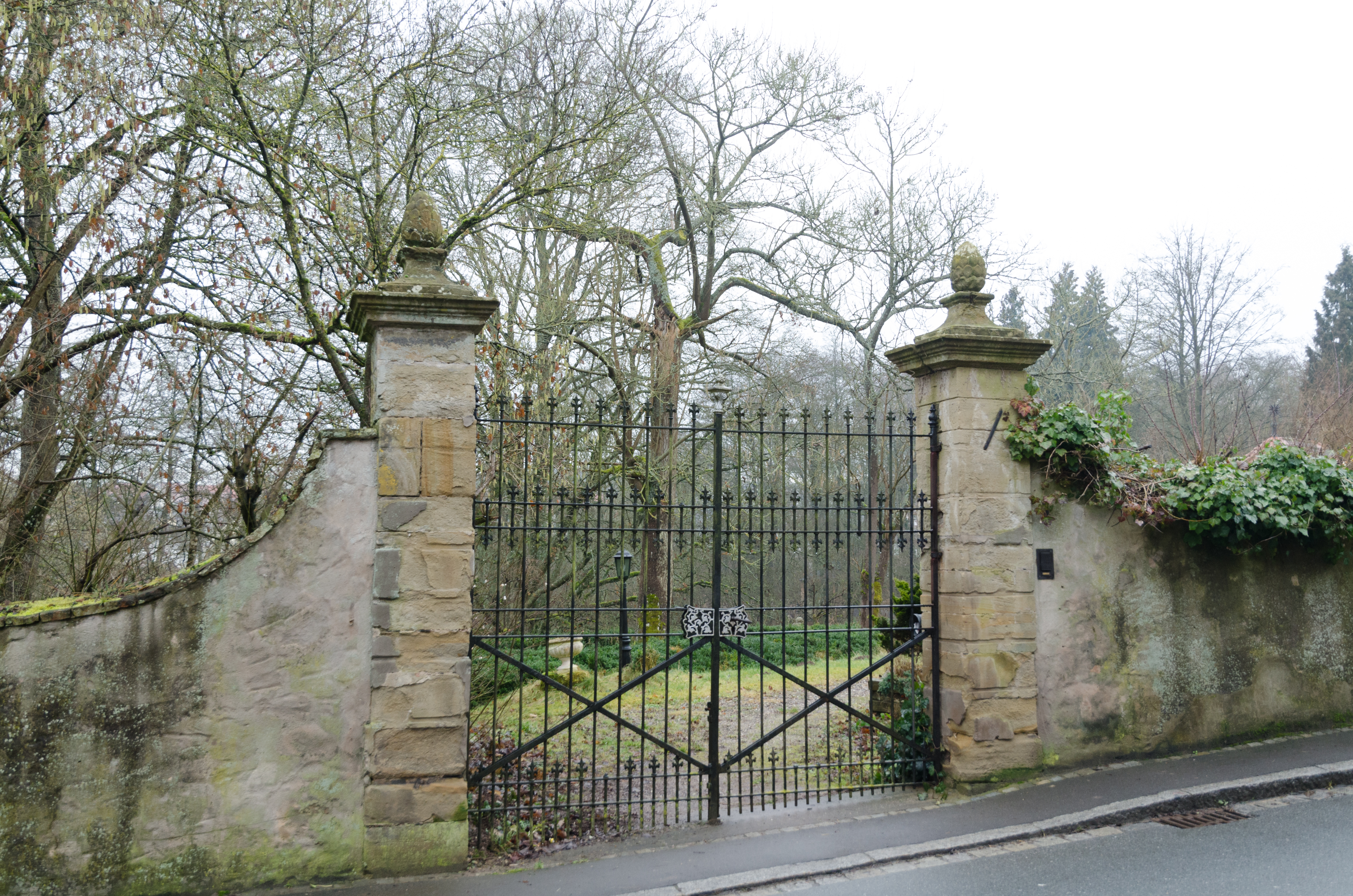
Eingang zum Schlosspark
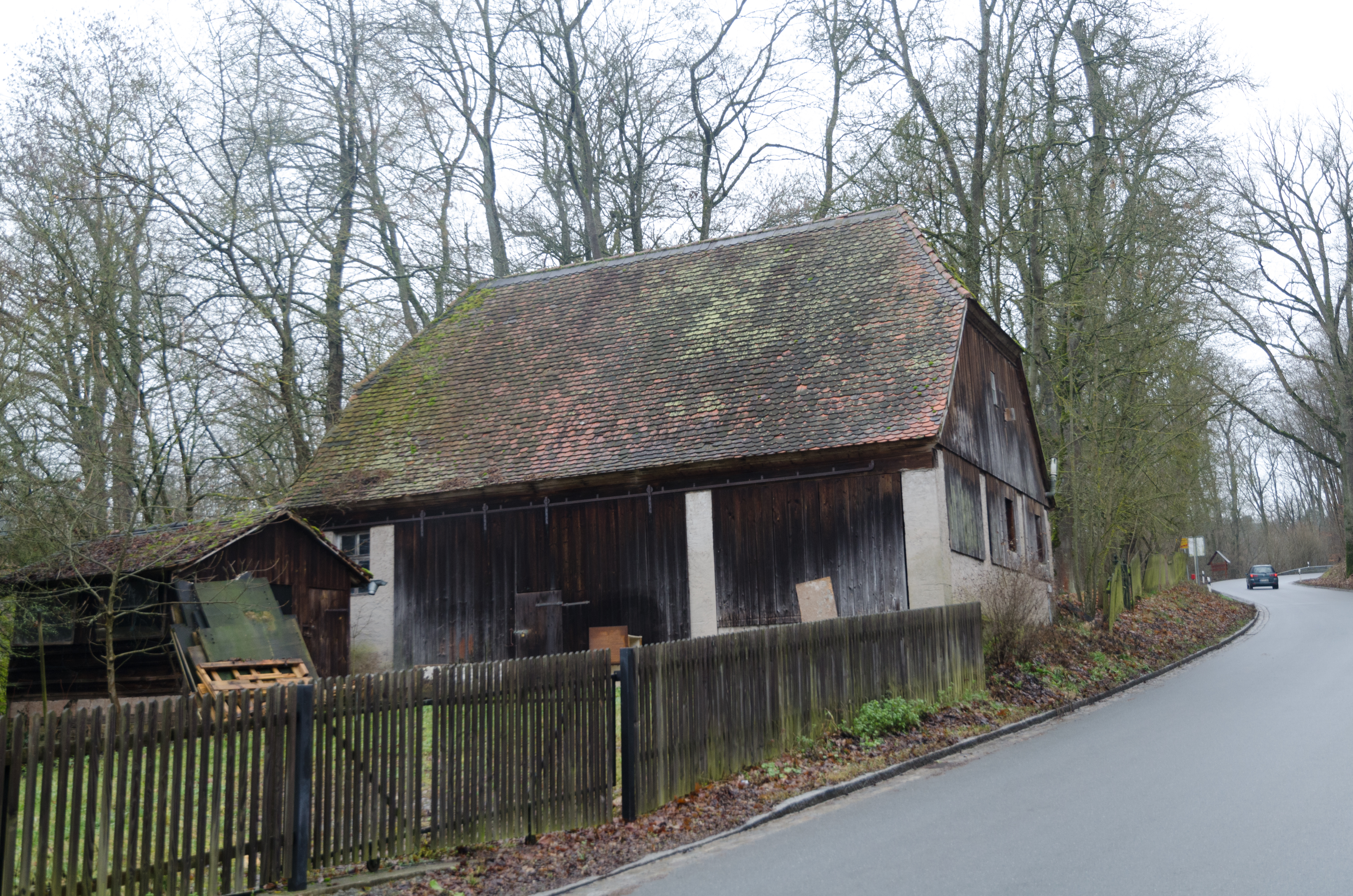
Stadel mit Halbwalmdach
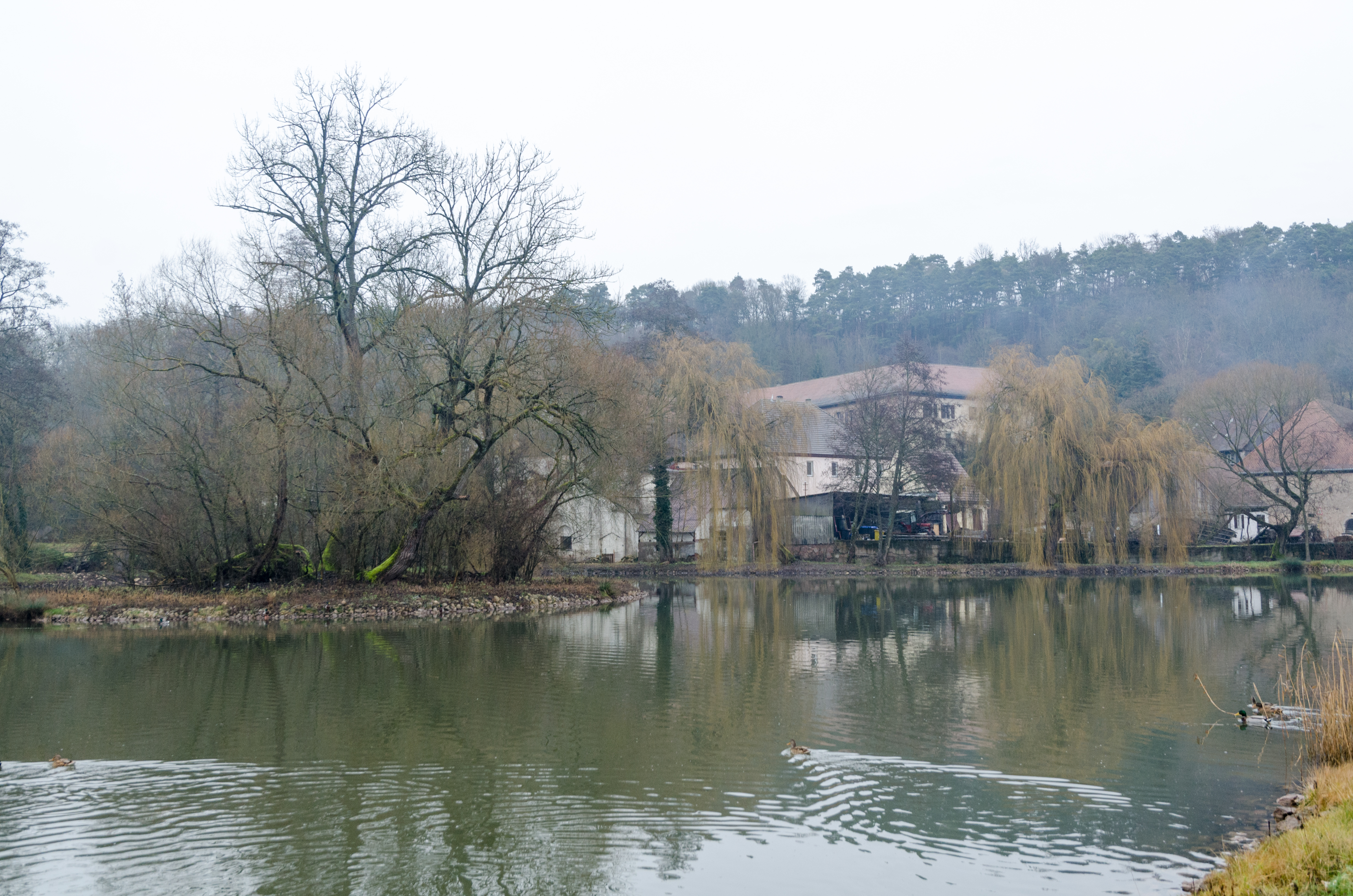
Dorfsee mit Insel

## Denkmalschutz
Schloss und Schlosspark sind getrennt voneinander als Baudenkmäler in die Bayerische Denkmalliste eingetragen. Zu dem Baudenkmal „Freiherrlich v. Pölnitzsches Schloss“ zählen neben dem eigentlichen Schlossgebäude mitsamt seiner Ausstattung auch die Nebengebäude, der Brunnen im vorderen Hof und die Hofmauer mit Portal. Zu dem Baudenkmal „Freiherrlich v. Pölnitzscher Schlosspark“ zählen der Barockgarten mit Eingangstor, Gartenpavillon und Gärtnerhaus samt Stadel, der Dorfsee mit der künstlichen Rundinsel und die Parkanlage des 19. Jahrhunderts.
Das Gelände des Schlosses und des barocken Schlossgartens ist wegen archäologischer Befunde im Bereich des Schlosses von einem vermutlich mittelalterlichem bis frühneuzeitlichen Vorgängerbau auch als Bodendenkmal in die Bayerische Denkmalliste eingetragen.
Zu den weiteren Bauwerken in der unmittelbaren Umgebung des Schlosses, die mit dem Schloss in Beziehung stehen und als eigene Baudenkmäler geschützt sind, zählen ein ehemaliges Klostergebäude (Lage) aus dem 17./18. Jahrhundert, an das eine Hauskapelle mit Dachreiter aus dem 19. Jahrhundert angebaut ist, sowie ein Försterhaus (Lage) und eine Forstkanzlei (Forstamt, Lage) aus dem 19. Jahrhundert.

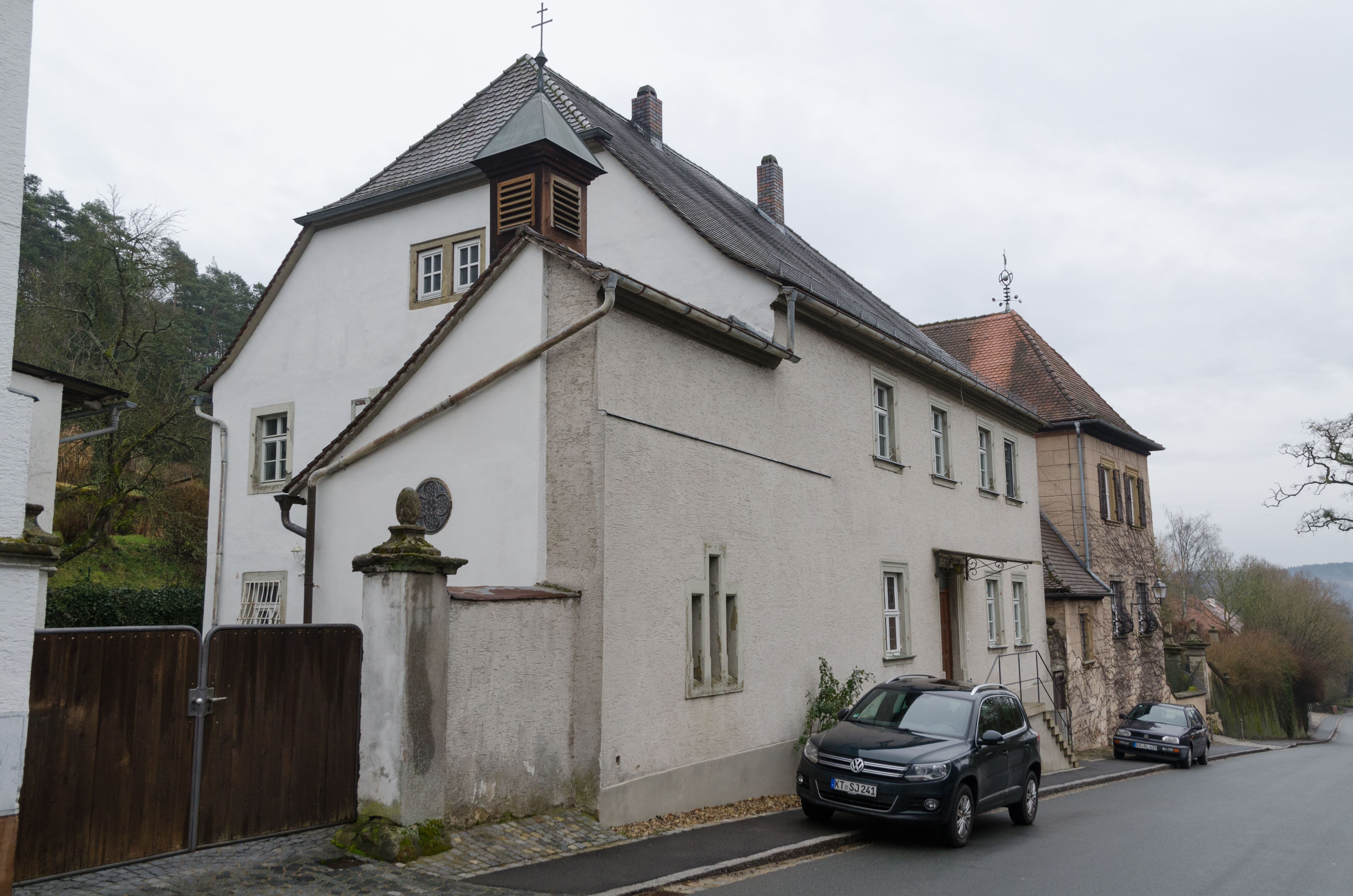
Ehemaliges Klostergebäude
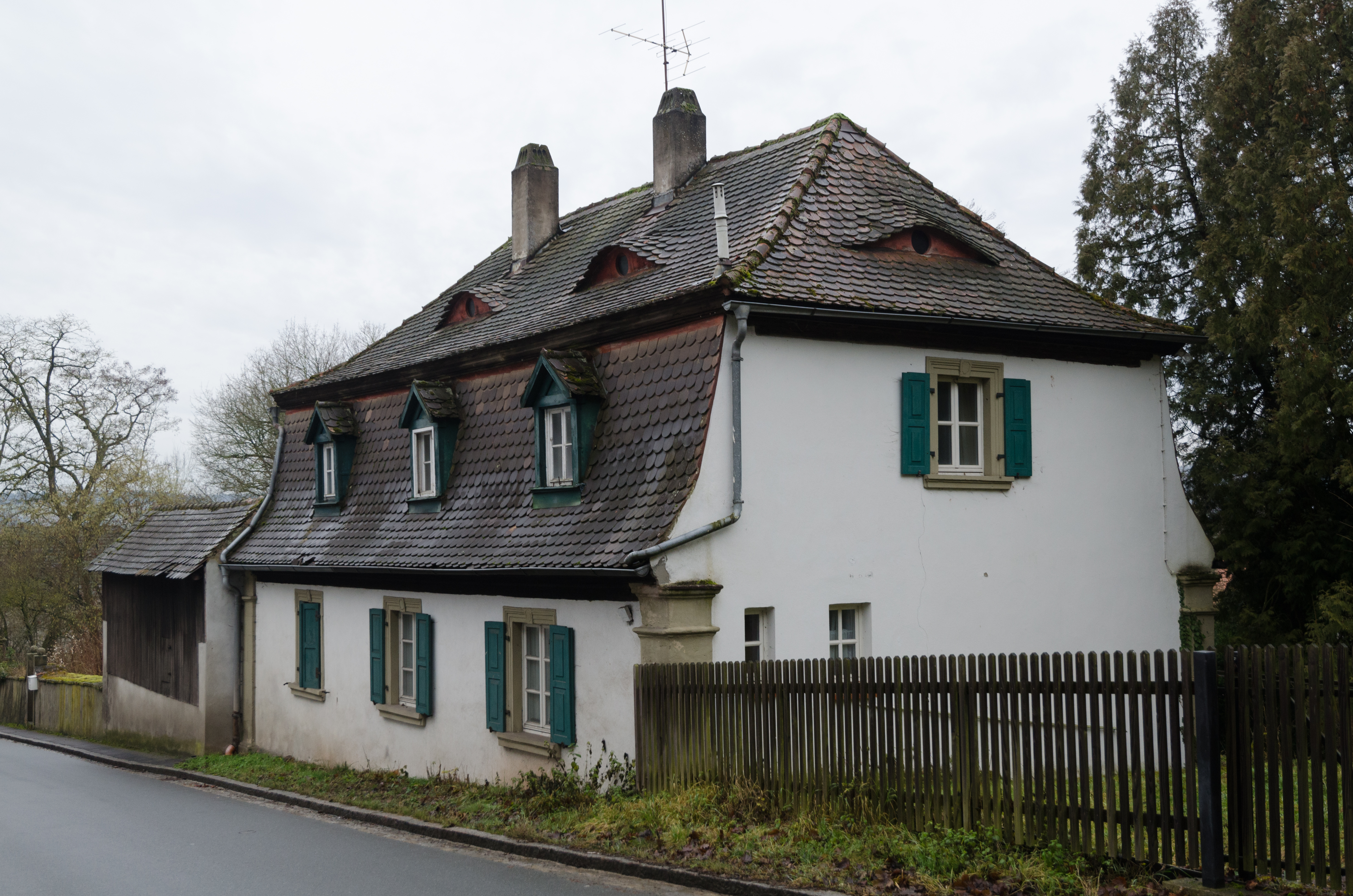
Försterhaus
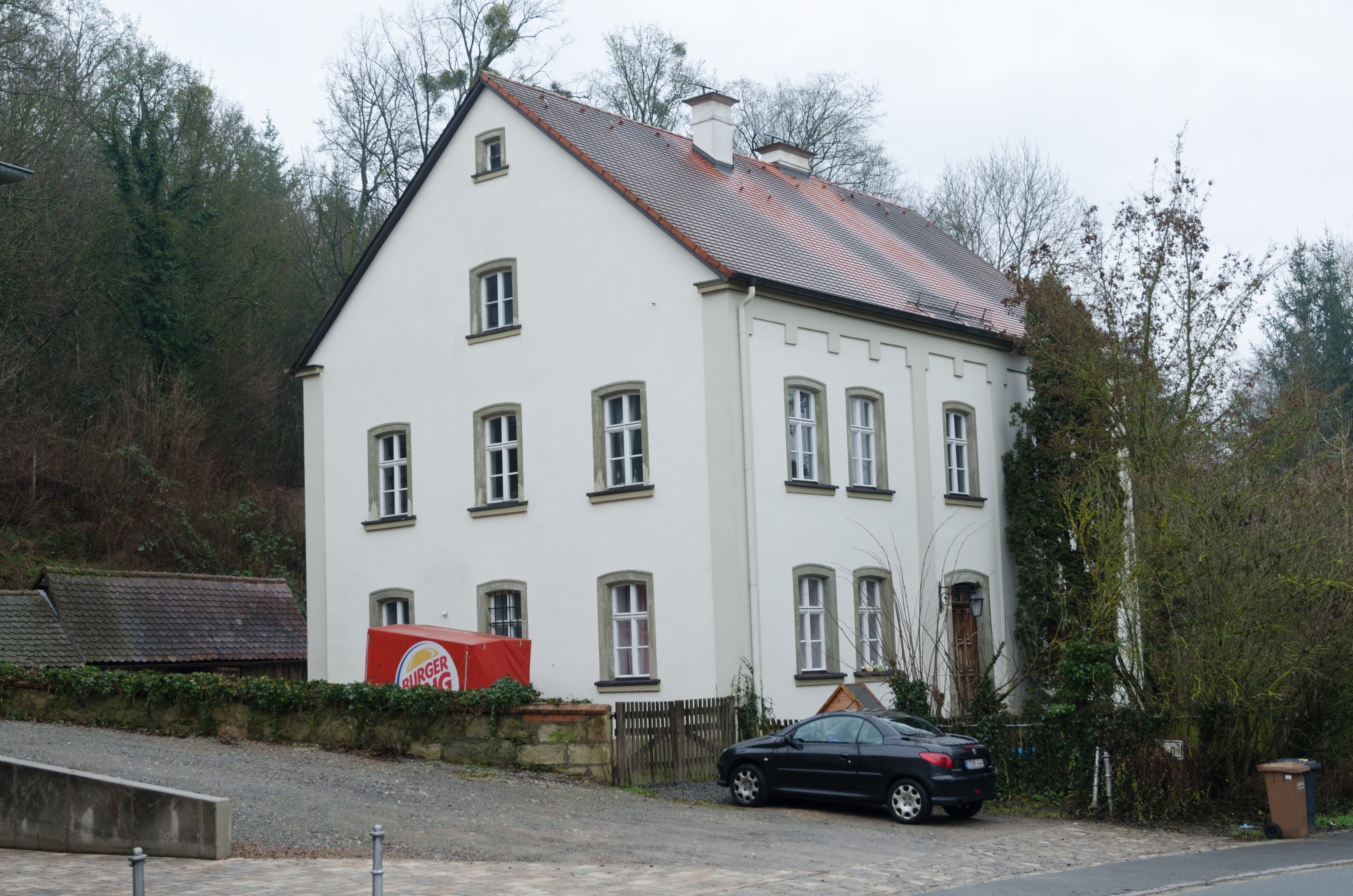
Forstkanzlei